# Георги Харизанов
Георги Харизанов или Харизанъ е български предприемач и революционер, деец на Вътрешната македоно-одринска революционна организация.

## Биография
Георги Харизанов е роден през 1872 година в град Енидже Вардар (Па̀зар), тогава в Османската империя, днес в Гърция, но по произход е от Зорбатово. Занимава се с търговия. Същевременно се присъединява към градския комитет на ВМОРО в Енидже Вардар. Той е съставен още от Хариш Божков, Томо Тушиянов, Миле Попхристов, Георги Попхристов, Димитър Карабашев и Петър Хаджириндов (заместен след разкритието му от Михаил Каяфов).
Няма данни за живота и дейността му след това.